# Grabówka (Kraśnik)
Pour les articles homonymes, voir Grabówka.
Grabówka (prononciation : [ɡraˈbufka]) est un village polonais de la gmina de Annopol dans le powiat de Kraśnik de la voïvodie de Lublin dans l'est de la Pologne.
Il se situe à environ 9 kilomètres au nord-est d'Annopol (siège de la gmina), 20 kilomètres à l'ouest de Kraśnik (siège du powiat) et 56 kilomètres au sud-ouest de Lublin (capitale de la voïvodie).
Le village comptait approximativement une population de 500 habitants en 2006.

## Histoire
De 1975 à 1998, le village est attaché administrativement à la voïvodie de Tarnobrzeg.

Depuis 1999, il fait partie de la voïvodie de Lublin.